# Cráter Burckle
El Cráter Burckle, es un cráter submarino que se ubica al suroeste del Océano Índico y cuenta con un diámetro de 29 kilómetros.
La Academia de Ciencias de Rusia lo enumera como un cráter de impacto potencial, mientras que el Grupo de Trabajo de impactos del Holoceno (HIWG) Propone que es el resultado del impacto de un cometa sobre las aguas del Océano Índico.

## Descripción
Se encuentra al este de Madagascar y al oeste de Australia en el sur del Océano Índico, adyacente a la dorsal suroeste del océano Índico. Su posición fue determinada en 2006 por el HIWG utilizando como información, las formaciones de dunas prehistóricas en Australia y Madagascar. Basándose en la hipótesis de que estas dunas fueron formadas por un megatsunami resultante de un impacto, los investigadores pudieron triangular la ubicación del cráter Burckle. La hipótesis de que estas dunas fueron causadas por un megatsunami ha sido cuestionada por los geólogos Jody Bourgeois y R. Weiss en 2009, al utilizar un modelo computacional para simular tsunamis, argumentando que las estructuras son en mejor forma explicadas debido a procesos eólicos.
El cráter Burckle se encuentra en30°51′54″S 61°21′54″E / -30.865, 61.365 en el Océano Índico y 12 500 pies (3810,0 m) debajo de la superficie.

## Formación
El cráter Burckle aún no ha sido fechado mediante el método de datación radiométrica. La comunidad científica cree que se formó hace unos 5000 años (c. 3000-2800 a. C.), durante la época del Holoceno. Consideran la posibilidad de que un cometa, o los restos de uno, golpearon el fondo del océano, causando un megatsunamis y como resultado se crearon estas dunas que permitieron dar señales del impacto.
Cerca del cráter se reportan cristales inusuales de calcita (CaCO 3), esférulas de carbono translúcido, fragmentos de vidrio basáltico y metales nativos (hierro nativo y níquel) estos se asocian con eyecciones de impacto o precipitados de agua caliente. El agua en la profundidad del cráter se encuentra saturada de calcita y se habría necesitado un entierro rápido de un objeto a gran velocidad para preservar esos cristales de Calcita.